# Lista de bilionários russos

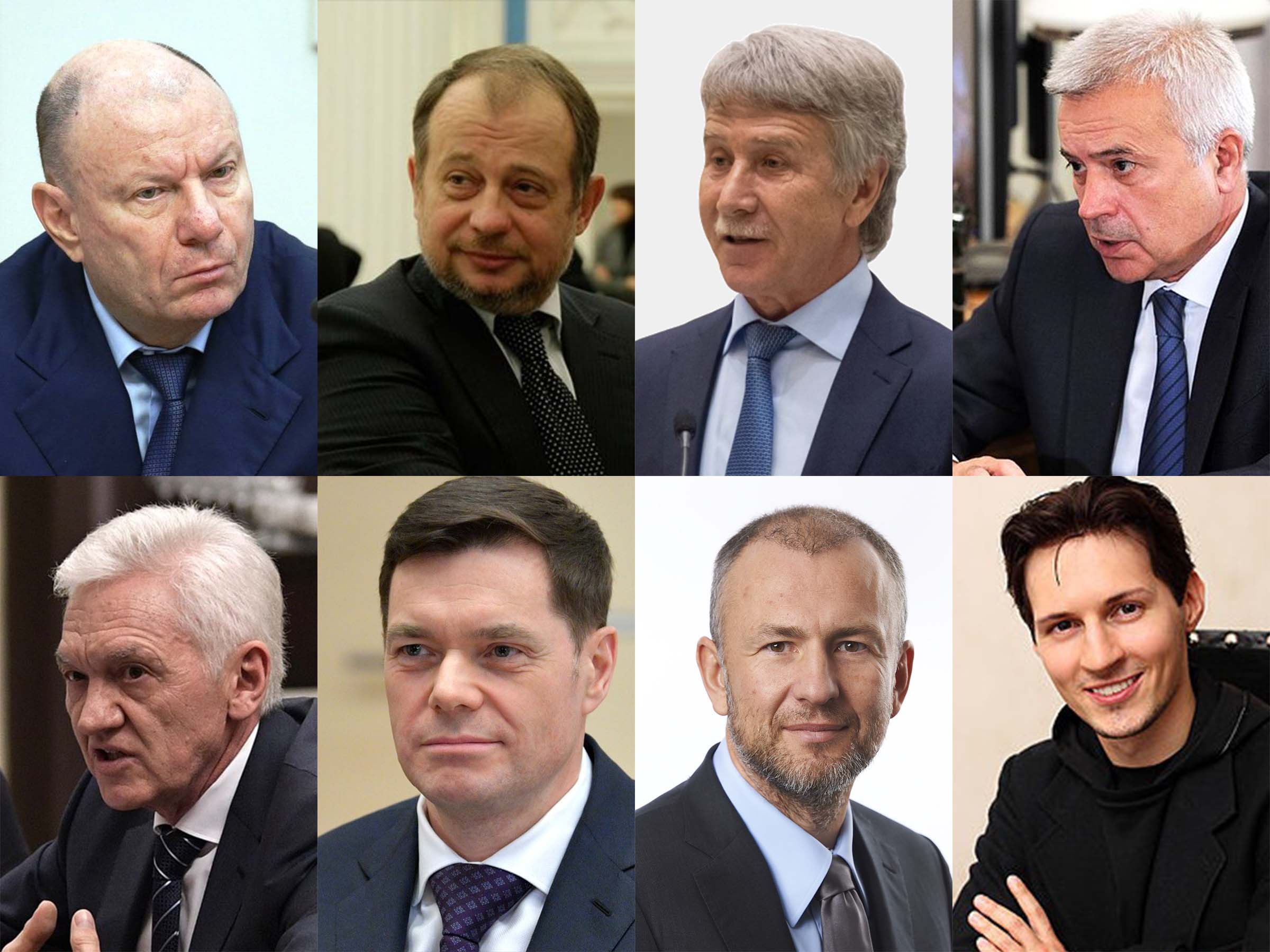
bilionários russos (em março de 2022)

Esta é uma lista de bilionários russos baseada em uma avaliação anual de riqueza e ativos compilada e publicada pela revista Forbes.

## Metodologia
Conforme relatado pela Forbes em 2012, o ranking dos Bilionários do Mundo é compilado com base nos dados fornecidos por mais de 50 repórteres que trabalham em 16 países ao longo do ano. Os repórteres marcam entrevistas com os candidatos, entrevistam os funcionários, advogados e analistas de valores mobiliários e acompanham os negócios dos candidatos. O patrimônio líquido é estimado com base nos ativos dos indivíduos, como participações em empresas públicas e privadas, iates, arte e imóveis. Entrevistas são conduzidas para verificar os números e melhorar a estimativa das participações de um indivíduo. As posições em uma ação negociada publicamente são precificadas para o mercado em uma data aproximadamente um mês antes da publicação. Por exemplo, o ranking de 2022 depende dos preços das ações e taxas de câmbio em 11 de março de 2022. As empresas privadas são precificadas pelas relações preço/vendas ou preço/lucro prevalecentes . A dívida conhecida é subtraída dos ativos para obter uma estimativa final do valor estimado de um indivíduo em dólares americanos. Como os preços das ações flutuam rapidamente, a verdadeira riqueza e classificação de um indivíduo no momento da publicação podem variar da sua situação quando a lista foi compilada.
A política da Forbes é não listar famílias multigeracionais que compartilham fortunas. Ainda assim, em alguns casos, ela lista casais e/ou irmãos juntos se a repartição de propriedade entre eles não for clara. No entanto, um patrimônio líquido estimado de US$ 1 bilhão deve ser calculado por pessoa. Se a riqueza pudesse ser rastreada até um indivíduo vivo, a Forbes incluiria a riqueza pertencente aos parentes imediatos de um membro. Famílias reais e ditadores que têm sua riqueza dependente de uma posição são sempre excluídos das classificações.

## lista de 2021
| Classificação na Rússia | Classificação mundial | Nome                                | Local de nascimento                 | Bilhões em dolares | Fonte da riqueza                 |
| ----------------------- | --------------------- | ----------------------------------- | ----------------------------------- | ------------------ | -------------------------------- |
| 1                       | 51                    | Alexei Mordashov                    | Rússia                              | 29.1               | aço, investimentos               |
| 2                       | 55                    | Vladimir Potanin                    | Rússia                              | 27                 | metais                           |
| 3                       | 59                    | Vladimir Lisin                      | Rússia                              | 26.2               | aço, transporte                  |
| 4                       | 66                    | Vagit Alekperov                     | Azerbaijão                          | 24.9               | petróleo                         |
| 5                       | 66                    | Leonid Mikhelson                    | Rússia                              | 24.9               | gas, química                     |
| 6                       | 78                    | Gennady Timchenko                   | Rússia Finlândia Armênia            | 22                 | petróleo, gas                    |
| 7                       | 99                    | Alisher Usmanov                     | Rússia                              | 18.4               | aço, telecom, investmentos       |
| 8                       | 105                   | Andrey Melnichenko                  | Rússia                              | 17.9               | coal, fertilizantes              |
| 9                       | 112                   | Pavel Durov                         | Rússia São Cristóvão e Neves França | 17.2               | messaging app                    |
| 10                      | 124                   | Suleyman Kerimov                    | Rússia                              | 15.8               | investmentos                     |
| 11                      | 128                   | Mikhail Fridman                     | Rússia Israel Ucrânia               | 15.5               | petróleo, bancos, telecom        |
| 12                      | 142                   | Roman Abramovich                    | Rússia Israel Portugal Lituânia     | 14.5               | aço, investmentos                |
| 13                      | 164                   | Tatyana Bakalchuk                   | Rússia                              | 13                 | ecommerce                        |
| 14                      | 193                   | Mikhail Prokhorov                   | Rússia                              | 11.4               | investmentos                     |
| 15                      | 195                   | Viktor Rashnikov                    | Rússia                              | 11.2               | aço                              |
| 16                      | 197                   | Leonid Fedun                        | Rússia                              | 11.1               | petróleo                         |
| 17                      | 224                   | German Khan                         | Rússia Israel Ucrânia               | 10.1               | petróleo, bancos                 |
| 18                      | 234                   | Iskander Makhmudov                  | Rússia                              | 9.7                | mineração, metais, machinery     |
| 19                      | 262                   | Viktor Vekselberg                   | Rússia Israel Ucrânia Chipre        | 9                  | metais, energia                  |
| 20                      | 288                   | Andrei Skoch                        | Rússia                              | 8.6                | aço                              |
| 21                      | 311                   | Dmitry Bukhman                      | Rússia                              | 7.9                | online games                     |
| 22                      | 311                   | Igor Bukhman (ru)                   | Rússia                              | 7.9                | online games                     |
| 23                      | 316                   | Alexei Kuzmichev                    | Rússia                              | 7.8                | petróleo, bancos, telecom        |
| 24                      | 327                   | Alexander Abramov                   | Rússia Chipre                       | 7.6                | aço, mineração                   |
| 25                      | 369                   | Igor Altushkin (ru)                 | Rússia                              | 7                  | metais                           |
| 26                      | 391                   | Dmitry Rybolovlev                   | Rússia Chipre                       | 6.7                | fertilizantes                    |
| 27                      | 421                   | Andrei Kozitsyn                     | Rússia                              | 6.3                | metais                           |
| 28                      | 451                   | Andrey Guryev                       | Rússia                              | 6                  | fertilizantess                   |
| 29                      | 529                   | Pyotr Aven                          | Rússia Letónia                      | 5.3                | petróleo, bancos, telecom        |
| 30                      | 608                   | Oleg Tinkov                         | Rússia Chipre                       | 4.7                | bancos                           |
| 31                      | 638                   | Viatcheslav Kantor                  | Rússia Reino Unido Israel           | 4.5                | fertilizantes, imóveis           |
| 32                      | 638                   | Sergei Popov                        | Rússia                              | 4.5                | bancos                           |
| 33                      | 727                   | Igor Kesaev                         | Rússia Chipre                       | 4                  | tobacco distribution, varejo     |
| 34                      | 775                   | Oleg Deripaska                      | Rússia Chipre                       | 3.8                | aluminum, utilities              |
| 35                      | 775                   | Sergey Dimitriev                    | Rússia                              | 3.8                | computer software                |
| 36                      | 775                   | Sergei Gordeev                      | Rússia                              | 3.8                | imóveis                          |
| 37                      | 831                   | Leonid Boguslavsky                  | Rússia Canadá                       | 3.6                | venture capital                  |
| 38                      | 859                   | Sergey Galitsky                     | Rússia                              | 3.5                | varejo                           |
| 39                      | 891                   | Aleksandr Frolov                    | Rússia                              | 3.4                | mineração, aço                   |
| 40                      | 891                   | Zarakh Iliev                        | Rússia Azerbaijão                   | 3.4                | imóveis                          |
| 41                      | 891                   | Viktor Kharitonin                   | Rússia                              | 3.4                | pharmaceuticals                  |
| 42                      | 891                   | God Nisanov                         | Rússia Azerbaijão                   | 3.4                | imóveis                          |
| 43                      | 891                   | Vladimir Yevtushenkov               | Rússia                              | 3.4                | telecom                          |
| 44                      | 925                   | Samvel Karapetyan                   | Rússia Armênia                      | 3.3                | imóveis                          |
| 45                      | 925                   | Yuri Kovalchuk                      | Rússia                              | 3.3                | bancos, seguros, media           |
| 46                      | 986                   | Artem Khachatryan                   | Rússia                              | 3.1                | varejo                           |
| 47                      | 986                   | Sergey Lomakin                      | Rússia                              | 3.1                | varejo                           |
| 48                      | 1064                  | Alexander Nesis                     | Rússia Malta                        | 2.9                | metais, bancos, fertilizantess   |
| 49                      | 1064                  | Alexander Ponomarenko               | Rússia Chipre                       | 2.9                | imóveis , airport                |
| 50                      | 1064                  | Arkady Rotenberg                    | Rússia                              | 2.9                | construction, pipes, bancos      |
| 51                      | 590                   | Aleksandr Skorobogatko              | Rússia                              | 2.9                | imóveis , airport                |
| 52                      | 1111                  | Konstantin Strukov (ru)             | Rússia                              | 2.8                | gold, coal mineração             |
| 53                      | 1174                  | Valentin Kipyatkov                  | Rússia                              | 2.7                | computer software                |
| 54                      | 1205                  | Alexey Repik (ru)                   | Rússia                              | 2.6                | pharmaceuticals                  |
| 55                      | 1205                  | Yuri Shefler                        | Rússia                              | 2.6                | alcohol                          |
| 56                      | 1249                  | Andrei Bokarev (ru)                 | Rússia                              | 2.5                | metais, mineração                |
| 57                      | 1249                  | Mikhail Gutseriyev                  | Rússia                              | 2.5                | petróleo, imóveis                |
| 58                      | 1299                  | Vadim Moshkovich                    | Rússia Chipre                       | 2.4                | agriculture, land                |
| 59                      | 1299                  | Dmitry Pumpyansky                   | Rússia                              | 2.4                | aço pipes                        |
| 60                      | 1299                  | Roman Trotsenko                     | Rússia                              | 2.4                | transporte, engineering, imóveis |
| 61                      | 1362                  | Alexander Mamut                     | Rússia                              | 2.3                | investmentos                     |
| 62                      | 1362                  | Arkady Volozh                       | Rússia Malta                        | 2.3                | search engine                    |
| 63                      | 1444                  | Nikolai Buinov                      | Rússia                              | 2.2                | petróleo, gas                    |
| 64                      | 1444                  | Gavril Yushvaev                     | Rússia                              | 2.2                | precious metais, imóveis         |
| 65                      | 1517                  | Igor Makarov                        | Rússia                              | 2.1                | gas                              |
| 66                      | 1517                  | Timur Turlov                        | Rússia                              | 2.1                | stock brokerage                  |
| 67                      | 1580                  | Sergey Anatolievich Kolesnikov (ru) | Rússia Malta                        | 2                  | building materials               |
| 68                      | 1580                  | Igor Rybakov                        | Rússia                              | 2                  | building materials               |
| 69                      | 1580                  | Mikhail Shelkov                     | Rússia                              | 2                  | titanium                         |
| 70                      | 1580                  | Alexander Svetakov                  | Rússia                              | 2                  | imóveis                          |
| 71                      | 1664                  | Andrey Blokh                        | Rússia                              | 1.9                | cannabis                         |
| 72                      | 1664                  | Eugene Shvidler                     | Rússia Estados Unidos               | 1.9                | petróleo                         |
| 72                      | 1750                  | Roman Avdeev                        | Rússia                              | 1.8                | bancos, development              |
| 73                      | 1750                  | Vladimir Bogdanov                   | Rússia                              | 1.8                | petróleo                         |
| 74                      | 1750                  | Dmitry Kamenshchik                  | Rússia                              | 1.8                | airport                          |
| 75                      | 1750                  | Sergei Studennikov                  | Rússia                              | 1.8                | liquor stores, supermarkets      |
| 76                      | 1833                  | Vasily Anisimov                     | Rússia                              | 1.7                | imóveis                          |
| 77                      | 1833                  | Said Gutseriev                      | Rússia                              | 1.7                | petróleo, varejo                 |
| 78                      | 1833                  | Sergei Katsiev                      | Rússia Canadá                       | 1.7                | varejo, wholesale                |
| 79                      | 1833                  | Megdet Rahimkulov                   | Rússia Hungria                      | 1.7                | investmentos                     |
| 80                      | 1833                  | Ivan Savvidis                       | Rússia Grécia                       | 1.7                | tobacco, agribusiness            |
| 81                      | 1931                  | Alexander Klyachin                  | Rússia                              | 1.6                | imóveis                          |
| 82                      | 1931                  | Leonid Simanovsky (ru)              | Rússia                              | 1.6                | investmentos                     |
| 83                      | 2035                  | Pyotr Kondrashev                    | Rússia                              | 1.5                | investmentos                     |
| 84                      | 2035                  | Vladimir Litvinenko                 | Rússia                              | 1.5                | chemical industry                |
| 85                      | 2141                  | Farkhad Akhmedov                    | Rússia Azerbaijão                   | 1.4                | investmentos                     |
| 86                      | 2141                  | Andrei Kosogov                      | Rússia                              | 1.4                | petróleo, bancos, telecom        |
| 87                      | 2141                  | Anatoly Lomakin (ru)                | Rússia                              | 1.4                | investmentos                     |
| 88                      | 2141                  | Airat Shaimiev                      | Rússia                              | 1.4                | refinery, química                |
| 89                      | 2263                  | Yelena Baturina                     | Rússia                              | 1.3                | investmentos, imóveis            |
| 90                      | 2263                  | Oleg Boyko                          | Rússia                              | 1.3                | diversified                      |
| 91                      | 2263                  | Eduard Chukhlebov                   | Rússia                              | 1.3                | metalurgia                       |
| 92                      | 2263                  | Igor Kudryashkin                    | Rússia                              | 1.3                | metalurgia                       |
| 93                      | 2263                  | Lidiya Mikhailova                   | Rússia                              | 1.3                | agribusiness                     |
| 94                      | 2263                  | Ilya Scherbovich                    | Rússia                              | 1.3                | investmentos                     |
| 95                      | 2263                  | Anatoly Sedykh                      | Rússia                              | 1.3                | aço pipes                        |
| 96                      | 2263                  | Radik Shaimiev (ru)                 | Rússia                              | 1.3                | refinery, química                |
| 97                      | 2378                  | Aras Agalarov                       | Rússia Azerbaijão                   | 1.2                | imóveis                          |
| 98                      | 2378                  | Gleb Fetisov                        | Rússia                              | 1.2                | investmentos                     |
| 99                      | 2378                  | Eugene Kaspersky                    | Rússia                              | 1.2                | software                         |
| 100                     | 2378                  | Andrei Komarov (ru)                 | Rússia                              | 1.2                | manufacturing                    |
| 101                     | 2378                  | Alexander Lutsenko                  | Rússia                              | 1.2                | agribusiness                     |
| 102                     | 2378                  | Andrei Molchanov                    | Rússia                              | 1.2                | construction materials           |
| 103                     | 2378                  | Andrei Rappoport                    | Rússia                              | 1.2                | investmentos                     |
| 104                     | 2378                  | Boris Rotenberg                     | Rússia Finlândia                    | 1.2                | construction, pipes, química     |
| 105                     | 2378                  | Albert Shigaboutdinov               | Rússia                              | 1.2                | refinery, química                |
| 106                     | 2378                  | Sergei Sudarikov                    | Rússia                              | 1.2                | finance, development             |
| 107                     | 2378                  | Rustem Sulteev                      | Rússia                              | 1.2                | refinery, química                |
| 108                     | 2524                  | Gennady Kozovoy (ru)                | Rússia                              | 1.1                | coal                             |
| 109                     | 2524                  | Igor Yusufov                        | Rússia                              | 1.1                | petróleo & gas                   |
| 110                     | 2524                  | Boris Zingarevich (ru)              | Rússia                              | 1.1                | pulp and paper, diversified      |
| 111                     | 2674                  | Albert Avdolyan                     | Rússia Armênia Malta                | 1                  | petróleo, mineração              |
| 112                     | 2674                  | Lev Kvetnoi (ru)                    | Rússia                              | 1                  | cement                           |
| 113                     | 2674                  | Vladimir Leschikov                  | Rússia                              | 1                  | imóveis                          |
| 114                     | 2674                  | Sergei Makhlai                      | Rússia Estados Unidos               | 1                  | fertilizantess                   |
| 115                     | 2674                  | Vitaly Orlov                        | Rússia                              | 1                  | fisheries                        |
| 116                     | 2674                  | Zakhar Smushkin (ru)                | Rússia                              | 1                  | pulp and paper, diversified      |
| 117                     | 2674                  | Ruben Vardanyan                     | Rússia Armênia                      | 1                  | investment bancos                |
| 118                     | 2674                  | Vadim Yakunin                       | Rússia                              | 1                  | pharmacy                         |

## Lista de 2022
Os bilionários estão listados a seguir, incluindo sua classificação na Rússia (R#) e classificação mundial (W#), cidadania, idade, patrimônio líquido e fonte de riqueza:
| R# | W#   | Nome                        | Imagem                      | Cidadania                                                | Idade (y.o.) | Patrimônio líquido (bilhões de dólares americanos) | Fonte de riqueza                                                                     | Ref.   |
| -- | ---- | --------------------------- | --------------------------- | -------------------------------------------------------- | ------------ | -------------------------------------------------- | ------------------------------------------------------------------------------------ | ------ |
| 1  | 87   | Vladimir Lisin              |                             | Russia                                                   | 69           | 18.4 · –US$7.8B                                    | Iron & steel industry                                                                | [ 6 ]  |
| 2  | 97   | Vladimir Potanin            |                             | Russia                                                   | 64           | 17.3 · –US$9.7B                                    | Metals                                                                               | [ 7 ]  |
| 3  | 123  | Pavel Durov                 |                             | Russia Saint Kitts and Nevis France United Arab Emirates | 40           | 15.1 · –US$2.1B                                    | Software: Telegram                                                                   | [ 8 ]  |
| 4  | 130  | Leonid Mikhelson            |                             | Russia Israel                                            | 69           | 14 · –US$10.9B                                     | Oil & gas industry and chemical industry                                             | [ 9 ]  |
| 5  | 138  | Alexei Mordashov            |                             | Russia                                                   | 59           | 13.2 · –US$15.9B                                   | Iron & steel industry                                                                | [ 10 ] |
| 6  | 161  | Mikhail Fridman             |                             | Russia Israel                                            | 61           | 11.8 · –US$3.7B                                    | Oil & gas industry, banking, telecom, and investments in the privatization of Russia | [ 11 ] |
| 7  | 161  | Alisher Usmanov             |                             | Russia                                                   | 71           | 11.5 · –US$6.9B                                    | Steel, telecom, and investments in the privatization of Russia                       | [ 12 ] |
| 8  | 173  | Gennady Timchenko           |                             | Russia Finland Armenia                                   | 72           | 11.3 · –US$10.7B                                   | Oil & gas industry and investments in the privatization of Russia                    | [ 13 ] |
| 9  | 177  | Andrey Melnichenko          |                             | Russia United Arab Emirates                              | 53           | 11.1 · –US$6.8B                                    | Coal industry and fertilizer                                                         | [ 14 ] |
| 10 | 188  | Vagit Alekperov             |                             | Russia Azerbaijan                                        | 74           | 10.5 · –US$14.4B                                   | Oil                                                                                  | [ 15 ] |
| 11 | 192  | Mikhail Prokhorov           |                             | Russia Israel                                            | 60           | 10.3 · –US$1.1B                                    | Investments in the privatization of Russia                                           | [ 16 ] |
| 12 | 296  | German Khan                 |                             | Ukraine Russia Israel                                    | 63           | 7.8 · –US$2.3B                                     | Oil, banking, telecom                                                                | [ 17 ] |
| 13 | 350  | Roman Abramovich            |                             | Russia Israel Portugal                                   | 58           | 6.9 · –US$7.6B                                     | Steel, Investments in the privatization of Russia                                    | [ 18 ] |
| 14 | 375  | Viktor Rashnikov            |                             | Russia                                                   | 76           | 6.6 · –US$4.6B                                     | Steel industry                                                                       | [ 19 ] |
| 15 | 375  | Dmitry Rybolovlev           |                             | Russia Cyprus                                            | 58           | 6.6 · –US$0.1B                                     | Fertilizer                                                                           | [ 20 ] |
| 16 | 424  | Alexey Kuzmichev            |                             | Russia                                                   | 62           | 6 · –US$1.8B                                       | Oil, banking, telekom                                                                | [ 21 ] |
| 17 | 480  | Alexander Abramov           |                             | Russia Cyprus                                            | 66           | 5.5 · –US$2.1B                                     | Steel, mining                                                                        | [ 22 ] |
| 18 | 480  | Viktor Vekselberg           |                             | Russia Cyprus                                            | 68           | 5.5 · –US$3.5B                                     | Metals, energy                                                                       | [ 23 ] |
| 19 | 552  | Leonid Fedun                |                             | Russia                                                   | 69           | 5 · –US$6.1B                                       | Oil                                                                                  | [ 24 ] |
| 20 | 586  | Andrey Guryev e família     |                             | Russia                                                   | 65           | 4.8 · –US$1.2B                                     | Fertilizer                                                                           | [ 25 ] |
| 22 | 601  | Andrei Skoch e família      |                             | Russia                                                   | 59           | 4.7 · -US$3.9B                                     | Steel                                                                                | [ 26 ] |
| 23 | 622  | Viatcheslav Moshe Kantor    |                             | Russia United Kingdom Israel                             | 71           | 4.6 · +US$0.1B                                     | Fertilizer, real estate                                                              | [ 27 ] |
| 24 | 654  | Suleyman Kerimov e família  |                             | Russia                                                   | 59           | 4.4 · -US$11.4B                                    | Gold                                                                                 | [ 28 ] |
| 25 | 665  | Petr Aven                   |                             | Russia                                                   | 70           | 4.3 · -US$1.0B                                     | Oil, banking, telecom                                                                | [ 29 ] |
| 26 | 709  | Sergey Dmitriev ( ru)       | Sergey Dmitriev ( ru)       | Russia                                                   | 59           | 4.1 · +US$0.3B                                     | Co-founder of the software company JetBrains                                         | [ 30 ] |
| 27 | 822  | Iskander Makhmudov          |                             | Russia                                                   | 61           | 3.6 · -US$6.1B                                     | Mining, metals, machinery                                                            | [ 31 ] |
| 28 | 951  | Sergey Galitsky             |                             | Russia                                                   | 57           | 3.2 · -US$0.3B                                     | Retail                                                                               | [ 32 ] |
| 29 | 984  | Sergei Popov                |                             | Russia                                                   | 53           | 3.1 · -US$1.4B                                     | Retail                                                                               | [ 33 ] |
| 30 | 1053 | Valentin Kipyatkov          | Valentin Kipyatkov          | Russia                                                   | 49           | 2.9 · +US$0.2B                                     | Co-founder of the software company JetBrains                                         | [ 34 ] |
| 31 | 1196 | Igor Kesaev                 | Igor Kesaev                 | Russia                                                   | 58           | 2.6 · -US$1.4B                                     | Retail, tobacco distribution                                                         | [ 35 ] |
| 32 | 1341 | Aleksandr Frolov            | Aleksandr Frolov            | Russia                                                   | 61           | 2.3 · -US$1.1B                                     | Mining, steel                                                                        | [ 36 ] |
| 33 | 1397 | Alexander Svetakov          | Alexander Svetakov          | Russia                                                   | 57           | 2.2 · +US$0.2B                                     | Real estate                                                                          | [ 37 ] |
| 34 | 1445 | Tatyana Bakalchuk           | Tatyana Bakalchuk           | Russia                                                   | 49           | 2.1 · -US$10.9B                                    | Ecommerce                                                                            | [ 38 ] |
| 35 | 1445 | Igor Makarov                |                             | Russia                                                   | 63           | 2.1                                                | Investments                                                                          | [ 39 ] |
| 36 | 1445 | Alexander Mamut             |                             | Russia Israel                                            | 65           | 2.1 · -US$0.2B                                     | Investments                                                                          | [ 40 ] |
| 37 | 1513 | Egor Kulkov                 | Egor Kulkov                 | Russia                                                   | 53           | 2                                                  | Founder of the Pharmstandard                                                         | [ 41 ] |
| 38 | 1513 | Aleksandr Skorobogatko      |                             | Russia                                                   | 57           | 2 · -US$0.9B                                       | Real estate, airport                                                                 | [ 42 ] |
| 39 | 1579 | Andrei Kozitsyn             |                             | Russia                                                   | 65           | 1.9 · -US$4.4B                                     | Metals                                                                               | [ 43 ] |
| 40 | 1579 | Alexander Nesis             |                             | Russia Israel Malta                                      | 62           | 1.9 · -US$1B                                       | Metals, banking, fertilizers                                                         | [ 44 ] |
| 41 | 1579 | Alexander Ponomarenko       |                             | Russia Cyprus                                            | 60           | 2.9 · -US$1B                                       | Real estate, airport                                                                 | [ 45 ] |
| 42 | 1645 | Igor Altushkin( ru)         | Igor Altushkin( ru)         | Russia                                                   | 54           | 1.8 · -US$5.2B                                     | Metals                                                                               | [ 46 ] |
| 43 | 1729 | Farkhad Akhmedov            | Farkhad Akhmedov            | Russia                                                   | 69           | 1.7 · +US$0.3B                                     | Investments                                                                          | [ 47 ] |
| 44 | 1729 | Oleg Deripaska              |                             | Russia                                                   | 57           | 1.7 · -US$1.7B                                     | Aluminium, utlities                                                                  | [ 48 ] |
| 45 | 1729 | Dmitry Kamenshchik          | Dmitry Kamenshchik          | Russia                                                   | 57           | 1.7 · -US$0.1B                                     | Airport                                                                              | [ 49 ] |
| 46 | 1729 | Arkady Rotenberg            |                             | Russia                                                   | 73           | 1.7 · -US$1.2B                                     | Construction, pipes, banking                                                         | [ 50 ] |
| 47 | 1729 | Vladimir Yevtushenkov       |                             | Russia                                                   | 76           | 1.7 · -US$1.7B                                     | Telecom, investments                                                                 | [ 51 ] |
| 48 | 1818 | Vasily Anisimov             |                             | Russia                                                   | 73           | 1.6 · -US$0.1B                                     | Real estate                                                                          | [ 52 ] |
| 49 | 1818 | Sergei Gordeev              |                             | Russia                                                   | 52           | 1.6 · -US$2.2B                                     | Real estate                                                                          | [ 53 ] |
| 50 | 1818 | Ivan Savvidis               |                             | Russia                                                   | 66           | 1.6 · -US$0.1B                                     | Agribusiness                                                                         | [ 54 ] |
| 51 | 1929 | Nikolai Buinov              | Nikolai Buinov              | Russia                                                   | 58           | 1.5 · -US$0.7B                                     | Oil, gas                                                                             | [ 55 ] |
| 52 | 1929 | Pyotr Kondrashev            | Pyotr Kondrashev            | Russia                                                   | 75           | 1.5 ·                                              | Investments                                                                          | [ 56 ] |
| 53 | 1929 | Yuri Shefler                | Yuri Shefler                | Russia United Kingdom Israel                             | 57           | 1.5 · -US$1.1B                                     | Alcohol                                                                              | [ 57 ] |
| 54 | 1929 | Mikhail Shelkov             | Mikhail Shelkov             | Russia                                                   | 57           | 1.5 · -US$0.5B                                     | Titanium                                                                             | [ 58 ] |
| 55 | 2076 | Yelena Baturina             |                             | Russia                                                   | 62           | 1.4 · +US$0.1B                                     | Investment, real estate                                                              | [ 59 ] |
| 56 | 2076 | Viktor Kharitonin           | Viktor Kharitonin           | Russia                                                   | 52           | 1.4 · -US$2B                                       | Pharmaceuticals                                                                      | [ 60 ] |
| 57 | 2076 | Anatoly Lomakin ( ru)       |                             | Russia                                                   | 72           | 1.4                                                | Investments                                                                          | [ 61 ] |
| 58 | 2076 | Vadim Moshkovich            |                             | Russia                                                   | 58           | 1.4 · -US$1B                                       | Agriculture, land                                                                    | [ 62 ] |
| 59 | 2076 | Alexey Repik ( ru)          |                             | Russia                                                   | 45           | 1.4 · -US$1.2B                                     | Pharmaceuticals                                                                      | [ 63 ] |
| 60 | 2076 | Denis Sverdlov              | Denis Sverdlov              | Russia                                                   | 47           | 1.4                                                | Electric vehicles, founder of Arrival                                                | [ 64 ] |
| 61 | 2076 | Gavril Yushvaev             | Gavril Yushvaev             | Russia Israel                                            | 67           | 1.4                                                | Precious metals, real estate                                                         | [ 65 ] |
| 62 | 2190 | Oleg Boyko                  | Oleg Boyko                  | Russia                                                   | 60           | 1.3                                                | Diversified                                                                          | [ 66 ] |
| 63 | 2190 | Mikhail Gutseriev e irmão   |                             | Russia                                                   | 67           | 1.3 · -US$1.2B                                     | Oil, retail, estate                                                                  | [ 67 ] |
| 64 | 2190 | Zarakh Iliev                | Zarakh Iliev                | Russia                                                   | 58           | 1.3 · -US$2.1B                                     | Real estate                                                                          | [ 68 ] |
| 65 | 2190 | Yury Kovalchuk              | Yury Kovalchuk              | Russia                                                   | 73           | 1.3 · -US$2.1B                                     | Banking, insurance, media                                                            | [ 69 ] |
| 66 | 2190 | God Nisanov                 |                             | Russia                                                   | 53           | 1.3 · -US$2.1B                                     | Real estate                                                                          | [ 70 ] |
| 67 | 2190 | Albert Shigaboutdinov ( ru) | Albert Shigaboutdinov ( ru) | Russia                                                   | 72           | 1.3 · +US$0.1B                                     | Refinery, chemicals                                                                  | [ 71 ] |
| 68 | 2190 | Ruben Vardanyan             | Ruben Vardanyan             | Russia (Former) Armenia                                  | 57           | 1.3 · +US$0.0B                                     | Banking, Education, Philanthropy                                                     | [ 72 ] |
| 69 | 2324 | Andrei Bokarev ( ru)        |                             | Russia                                                   | 58           | 1.2                                                | Metals, mining                                                                       | [ 73 ] |
| 70 | 2324 | Gleb Fetisov                |                             | Russia                                                   | 59           | 1.2                                                | Investments                                                                          | [ 74 ] |
| 71 | 2324 | Andrei Kosogov              | Andrei Kosogov              | Russia                                                   | 64           | 1.2 · -US$0.2B                                     | Banking                                                                              | [ 75 ] |
| 72 | 2324 | Megdet Rahimkulov e família | Megdet Rahimkulov e família | Russia                                                   | 79           | 1.2 · -US$0.5B                                     | Investments                                                                          | [ 76 ] |
| 73 | 2324 | Andrei Rappoport ( ru)      | Andrei Rappoport ( ru)      | Russia                                                   | 61           | 1.2                                                | Investments                                                                          | [ 77 ] |
| 74 | 2324 | Airat Shaimiev              | Airat Shaimiev              | Russia                                                   | 63           | 1.2 · -US$0.2B                                     | Refinery, chemicals                                                                  | [ 78 ] |
| 75 | 2324 | Radik Shaimiev ( ru)        | Radik Shaimiev ( ru)        | Russia                                                   | 60           | 1.2 · -US$0.1B                                     | Investments                                                                          | [ 79 ] |
| 76 | 2448 | Samvel Karapetyan           | Samvel Karapetyan           | Russia United States                                     | 59           | 1.1 · -US$2.2B                                     | Real estate                                                                          | [ 80 ] |
| 77 | 2448 | Sergei Kolesnikov ( ru)     | Sergei Kolesnikov ( ru)     | Russia                                                   | 53           | 1.1 · -US$0.9B                                     | Building materials                                                                   | [ 81 ] |
| 78 | 2449 | Andrei Komarov ( ru)        |                             | Russia                                                   | 58           | 1.1 · -US$0.1B                                     | Investments                                                                          | [ 82 ] |
| 79 | 2448 | Igor Rybakov                |                             | Russia                                                   | 53           | 1.1 · -US$0.9B                                     | Building materials                                                                   | [ 83 ] |
| 80 | 2448 | Igor Yusufov                |                             | Russia                                                   | 69           | 1.1                                                | Oil and gas                                                                          | [ 84 ] |
| 81 | 2448 | Eugene Kaspersky            |                             | Russia                                                   | 59           | 1 · -US$0.2B                                       | Software                                                                             | [ 85 ] |
| 82 | 2578 | Boris Rotenberg             |                             | Russia Finland                                           | 68           | 1 · -US$0.2B                                       | Construction, pipes, chemicals                                                       | [ 86 ] |